# Apológia
Az apológia védőbeszéd; egy vélemény, álláspont vagy cselekvés védelme. Olyan irodalmi műfaj, amelynek célja, hogy védekezzen egy személy vagy egy tan elleni támadások ellen.
Arisztotelész retorikai rendszerében a törvényszéki beszéd azon része, mely a védelem részéről a felmentés érdekében hangzik el. 
Klasszikus példája Platón "Szókratész védőbeszéde" című műve. Részletek e műből:
"Hogyan hatott rátok, athéni férfiak, vádlóim beszéde, nem tudom; én bizony magam is kis híján belefeledkeztem; olyan meggyőzően beszéltek. Ámbár igazat úgyszólván semmit nem mondtak. Sok hazugságuk közül leginkább egyet csodáltam: azt, amelyben kijelentették, hogy óvakodnotok kell, nehogy rászedjelek, minthogy félelmes szónok vagyok. Nem szégyellték, hogy nyomban tettel cáfolok rájuk, miután egyáltalán nem mutatkozom félelmes szónoknak; ez volt, gondolom, a legnagyobb szégyentelenségük; hacsak nem azt nevezik ők félelmes szónoknak, aki igazat mond. […]
…védenem kell magamat, athéni férfiak, és meg kell kísérelnem kiirtani belőletek, méghozzá ilyen rövid idő alatt, azt a rágalmat, mely oly hosszú ideig élt bennetek. Szeretném, ha ez sikerülne – föltéve, hogy nektek is, nekem is valamivel jobb így –, és szeretném, ha elérnék valamit a védekezésemmel. Hanem úgy vélem, ez nehéz lesz, és egyáltalán nem kerüli el a figyelmemet, hogy mennyire nehéz. És mégis – forduljon úgy a dolog, ahogyan az istennek tetszik: engedelmeskednem kell a törvénynek, és védekeznem kell. […]
Milyen büntetést vagy bírságot érdemlek meg én azért, amiért meggyőződésem szerint egész életemben soha nem henyéltem, hanem ügyet sem vetettem semmire, amivel a legtöbb ember törődik, a vagyonszerzésre, a gazdálkodásra, a hadvezéri állásokra, népgyűlési szereplésre és más hivatalokra vagy a városbeli összeesküvésekre és pártokra, mivel úgy gondoltam: sokkal tisztességesebb vagyok, semhogy épségben maradhassak, ha erre az útra térek; nem is tértem erre az útra, amelyen sem nektek, sem magamnak nem használhattam volna semmit, hanem mindenkit külön-külön fölkeresve, a legnagyobb jótéteményben részesítettelek, legalább én így hiszem, mert megkíséreltem mindegyikteket meggyőzni: ne törődjék semminemű dolgával előbb, mielőtt önmagával nem törődik, hogyan lehet a lehető legderekabb és legokosabb; sem a város ügyeivel, míg magával a várossal nem törődik, és minden más dologban is hasonlóképpen járjon el. […] Én halni indulok, ti élni: de hogy kettőnk közül melyik megy jobb sors elé, az mindenki előtt rejtve van, kivéve az istent."